# Epipedocera effusa
Epipedocera effusa là một loài bọ cánh cứng trong họ Cerambycidae.